# 小行星2273
小行星2273（2273 Yarilo）是一颗围绕太阳公转的小行星。1975年3月6日，柳德米拉·切爾尼赫在克里米亚发现了此天体。
該小行星以斯拉夫神話的太陽神雅里洛命名。
这颗小行星的绝对星等为41.45852262385311等。